# غينادي لوغوفيت
غينادي لوغوفيت (بالروسية: Логофет, Геннадий Олегович)‏ (15 أبريل 1942 - 5 ديسمبر 2011)، لاعب كرة قدم سوفييتي سابق. لعب مع منتخب الاتحاد السوفييتي لكرة القدم.

## مسيرته الكروية
لعب غينادي لوغوفيت خلال مسيرته الاحترافية مع نادِ واحدٍ في ستة عشر موسمًا وسجل خلالها 27 هدفًا ضمن 348 مباراة. حيث فاز في ثلاثة مواسم بالكأس وفي موسمين بالدوري.
خاض غينادي لوغوفيت مسيرته مع نادي سبارتاك موسكو في موسم 1960 ليلعب معه ستة عشر موسمًا، مشاركًا في 348 مباراة سجل خلالها 27 هدفًا.

## روابط خارجية
- غينادي لوغوفيت على موقع الاتحاد الدولي (مؤرشف)  (الإنجليزية)
- غينادي لوغوفيت على موقع الاتحاد الأوربي (الإنجليزية)
- غينادي لوغوفيت على موقع قاعدة بيانات كرة القدم.إي يو (الإنجليزية)
- غينادي لوغوفيت على موقع ناشيونال فوتبول تيمز (الإنجليزية)